# Villabassa
Niederdorf (trong tiếng Ý: Villabassa) là một đô thị ở Bolzano-Bozen thuộc vùng tự trị Trentino-Alto Adige/Südtirol, có vị trí cách khoảng 110 km về phía đông bắc của Trento và khoảng 70 km về phía đông bắc của Bolzano. Tại thời điểm ngày 31 tháng 12 năm 2004, đô thị này có dân số 1.390 người và diện tích là 17,8 km².
Niederdorf giáp các đô thị: Prags, Toblach, Welsberg-Taisten, và Gsies.